# Graf DK 56

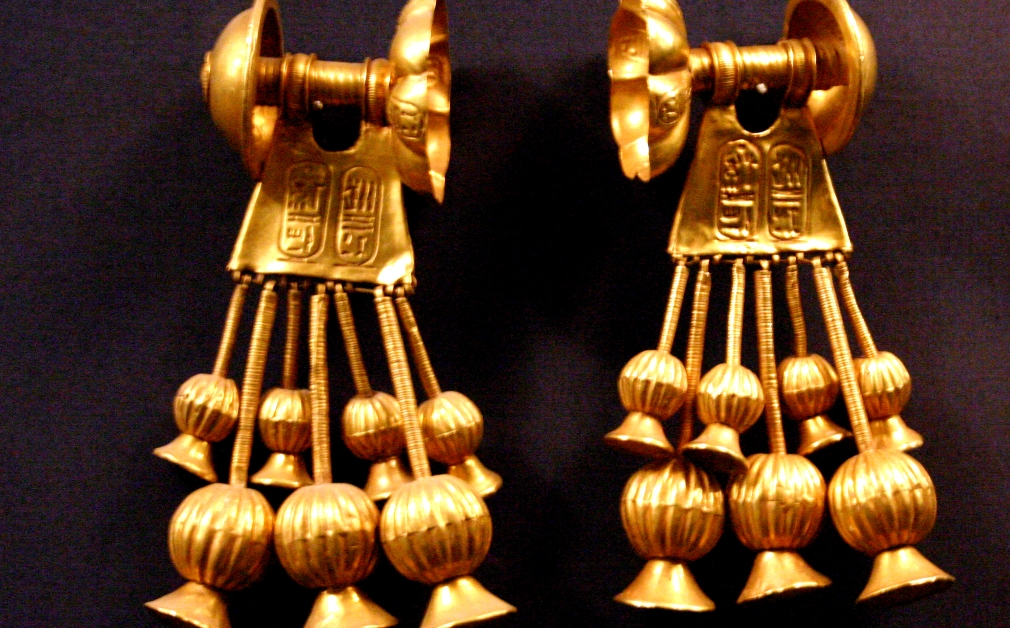
Gouden oorringen met daarop de naam van Seti II, gevonden in graf DK 56.

Graf DK 56 is een klein graf uit de Vallei der Koningen, dat bekendstaat onder de naam Gouden Tombe. Het graf werd ontdekt in januari 1908 door de jonge archeoloog Edward Russell Ayrton. Men vermoedt dat het de stoffelijke overblijfselen van een koninklijk kind (einde 19e dynastie) bevat. De sarcofaag is bedekt met een laag goud van 1 cm dik.